# Bane
Bane so naselje v Občini Velike Lašče.